# مجموعة الطاير
مجموعة الطاير هي شركة قابضة خاصة تأسست عام 1979.   تعمل المجموعة حاليًا في 6 دول في الشرق الأوسط، بما في ذلك ما يقرب من 200 متجر و23 صالة عرض في أسواق متعددة في الشرق الأوسط. يقع المقر الرئيسي للشركة في دبي بالإمارات، ويعمل بها ما يقرب من 9000 شخص.

## خلفية
تعمل مجموعة الطاير في العديد من الصناعات بما في ذلك مبيعات السيارات والخدمات، وبيع التجزئة الفاخرة ونمط الحياة، وتوزيع العطور ومستحضرات التجميل، والهندسة، والعقارات والمقاولات الداخلية. 

## الأقسام

### السيارات
تأسس قسم السيارات في مجموعة الطاير في عام 1982 ويمثل مصنعي السيارات الأوروبيين والأمريكيين، بما في ذلك لاند روفر وجاغوار وفورد ولينكولن وفيراري.   في أبو ظبي، يتم تمثيل الشركة من خلال شركة بريمير موتورز. يشمل قسم السيارات في مجموعة الطاير أيضًا قسمًا لتأجير السيارات تم إنشاؤه في عام 1994 والذي يدير أسطولًا من 4500 سيارة في كل من الإيجار والتأجير في الإمارات.

### التجزئة
باعتبارها بائعة تجزئة فاخرة في الشرق الأوسط، تستضيف شركة الطاير، من خلال ذراعها للبيع بالتجزئة، الطاير إنسيجنيا، العلامات التجارية في مجالات الموضة والجمال والضيافة والمجوهرات والمنزل والمتاجر.  يقع المقر الرئيسي لقسم البيع بالتجزئة في الإمارات، وقد قام بتوسيع عملياته إلى المملكة العربية السعودية والكويت والبحرين وقطر وعمان، ويدير حاليًا ما يقرب من 200 متجر في جميع أنحاء المنطقة توزّع العديد من العلامات التجارية الأكثر شهرة في العالم، مثل بولغاري وإيف سان لوران وبرادا وإرمنيجيلدو زينيا.   تشغّل الطاير 22 متجراً من متاجر أرماني في الإمارات والكويت. 
في عام 2010، وقّعت الطاير صفقة مع مايسيز لفتح أول متجر بلومينغديلز خارج الولايات المتحدة، في دبي مول. وبعد أربع سنوات، تم توقيع صفقة أخرى لافتتاح ثاني متجر بلومينغديلز دولي في مدينة الكويت. في عام 2016، أطلقت الطاير إنسيجنيا موقع (Ounass.com)، وهو منصة تجارة إلكترونية فاخرة للبيع بالتجزئة. 

### المشاريع
لدى مجموعة الطاير عدد من الاستثمارات والشراكات في قطاعات متنوعة بما في ذلك البناء والهندسة ونقل البضائع والخدمات ذات الصلة، وكذلك تصنيع الأدوات الدقيقة ومعارض الرعاية الصحية ودور السينما. بالإضافة إلى امتلاك وتشغيل وكالة سفر كاملة الخدمات، تشمل محفظة المجموعة أيضًا مشاريع عقارية تجارية وسكنية. 
في عام 2018، أبرمت الطاير شراكة مع مشغل السينما المكسيكية (Cinépolis) لتطوير دور السينما في منطقة دول مجلس التعاون الخليجي، بما في ذلك المجموعة الأولى من المسارح في المملكة العربية السعودية. 

## وصلات خارجية
- الموقع الرسمي